# Суховерхов, Франц Иванович
Франц Иванович Суховерхов (настоящие фамилия и имя — Михаил Иванович Сычёв; 1883—1918) — участник Гражданской войны в России, большевик, один из руководителей коммунистического подполья в Томской губернии во время Гражданской войны.

## Биография
Из крестьян, каменщик. Член РСДРП с 1903 года. Партийную работу вёл в Полесье, Баку (член комитета РСДРП), Тбилиси, Астрахани, Петербурге, Самаре, Кольчугине. Неоднократно подвергался арестам и ссылкам.
После Февральской революции участвовал в организации профсоюза горнорабочих, был председателем Западно-Сибирского областного бюро Союза горнорабочих, член Областного комитета Советов Западной Сибири, член Томского губкома РСДРП(б).
После свержения в Западной Сибири советской власти, с июня 1918 года — член Сибирского бюро ЦК РКП(б). По одной из версий, по поручению ЦК партии нелегально перешёл на Урале на территорию, контролируемую белыми, чтобы в их тылу организовать восстание, по другой — остался в Тюмени для налаживания подпольной работы после занятия чехами городов Западной Сибири. В середине октября 1918 года при возвращении из Красноярска в Томск со свежеотпечатанными прокламациями был арестован белыми, осужден военно-полевым судом, который приговорил его к смерти. 15 октября на станции Тайга расстрелян.

## Память
Именем М. И. Сычёва названы улицы в Злынке и Томске. В Злынке установлен бюст.